# Menucourt
 Menucourt  es una población y comuna francesa, en la región de Isla de Francia, departamento de Valle del Oise, en el distrito de Pontoise, Mancomuidad de Cergy-Pontoise y cantón de L'Hautil.

## Demografía
| 697 | 726 | 4082 | 4666 | 4592 | 5084 |
| Para los censos de 1962 a 1999 la población legal corresponde a la población sin duplicidades (Fuente: INSEE [Consultar]) |     |      |      |      |      |